# Ferdinand von Stülpnagel (General, 1813)

Ferdinand von Stülpnagel

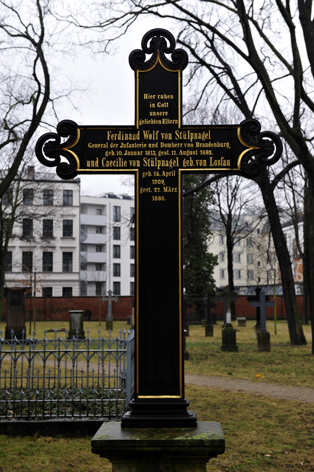
Ferdinand Wolf von Stülpnagel, Grabstelle auf dem Alten Garnisonfriedhof in Berlin-Mitte

Ferdinand Wolf Louis Anton von Stülpnagel (* 10. Januar 1813 in Berlin; † 11. August 1885 auf Norderney) war ein preußischer General der Infanterie und Domherr von Brandenburg.

## Leben

### Herkunft
Ferdinand entstammte dem uckermärkischen Adelsgeschlecht von Stülpnagel. Er war ältester Sohn des späteren preußischen Generalleutnants Ferdinand von Stülpnagel (1781–1839) und dessen Ehefrau Johanna Henriette Albertine, geborene von Blankenstein (1786–1865).

### Militärkarriere
Stülpnagel besuchte das Gymnasium in Königsberg, dort war sein Vater Kommandeur der 1. Landwehr-Brigade. Bereits mit 16 Jahren begann er vorzeitig am 1. Mai 1829 den Militärdienst beim 3. Infanterie-Regiment, wurde dort am 13. Mai 1830 Portepeefähnrich und am 21. Februar 1831 zum Sekondeleutnant befördert. In diesem Regiment war er ab 1834 Adjutant des II. Bataillons, wurde im August 1837 zum Kadettenkorps Berlin kommandiert und unterrichtete unter anderem Gymnastik. Mit seiner Beförderung zum Premierleutnant am 12. August 1840 wurde er hierher versetzt.
Im Februar 1847 wurde sein Gesuch, in den Dienst der Schleswig-Holsteinischen Armee treten zu dürfen zwar abgelehnt, dafür erhielt er aber am 27. März die Beförderung zum Hauptmann, diese zusammen mit der Versetzung in den aktiven Truppendienst als Kompaniechef im 24. Infanterie-Regiment in Neuruppin. Er war an den Niederschlagungen der Aufstände 1848 in Berlin beteiligt, wo er das besetzte Zeughaus zurückgewann, sowie 1849 in der Pfalz und in Baden. Nach diesen Kämpfen ging seine Einheit in Spandau in Garnison.
Die Beförderung zum Major und die Ernennung zum Kommandeur des 1. Landwehr-Bataillons Nr. 35 in Wriezen erfolgte zum 4. März 1854. 1855 dann die Versetzung als Kommandeur des III. Bataillons des 20. Landwehr-Regiments nach Potsdam. Am 28. April 1857 kam er in den Generalstab der 7. Division und von dort wurde Stülpnagel ein Jahr später in den Generalstab des IV. Armee-Korps versetzt und am 31. Mai 1859 zum Oberstleutnant befördert. Danach erfolgte die Versetzung als Chef des Generalstabes zum III. Armee-Korps, dessen Kommandierender General ab 1860 Friedrich Karl Nikolaus von Preußen war. Zwischen diesen beiden Männern entwickelte sich eine lebenslange enge Freundschaft und gemeinsam führten sie mehrere Reformen durch. In dieser Stellung erhielt Stülpnagel am 18. Oktober 1861 die Beförderung zum Oberst.
Am 10. Februar 1863 trat Stülpnagel in den Truppendienst zurück und wurde zum Kommandeur des 5. Ostpreußischen Infanterie-Regiments Nr. 41 in Thorn bzw. Strasburg (Westpreußen) ernannt. Am 21. November 1864 unter Stellung à la suite des Regiments wurde er Kommandeur der 2. Infanterie-Brigade, bevor er am 10. Dezember 1864 wieder als Chef des Generalstab zum III. Armee-Korps versetzt wurde. Hier wurde er am 18. Juni 1865 zum Generalmajor befördert.
Kurz vor dem Krieg gegen Österreich 1866 wurde Stülpnagel Oberquartiermeister im Stab der I. Armee (II., III. und IV. Korps). Im Verlauf dieses Krieges nahm Stülpnagel an den Schlachten bei Gitschin und Königgrätz teil und erhielt für seine Leistungen am 20. September 1866 den Orden Pour le Mérite.
Mit dem 30. Oktober 1866 übertrug man ihm den Befehl über die 44. Infanterie-Brigade in Kassel. Mit Beförderung zum Generalleutnant erhielt er ab dem 16. Juli 1867 auf persönliche Fürsprache seines Freundes Friedrich Karl das Kommando über die 5. Division in Frankfurt (Oder). Im Krieg 1870/71 führte er diese Division als Teil der III. Armee-Korps bei der II. Armee. Seine Division stand in der Schlacht bei Mars-la-Tour einem zahlenmäßig mehrfach überlegenen Gegner gegenüber, doch konnte er seine Stellung bis zum Eintreffen von Verstärkung über mehrere Stunden halten. Dies war mit ein Schlüssel zum Erfolg in dieser Schlacht und ermöglichte die Einschließung der Französischen Rheinarmee in der Festung Metz. Nach der Schlacht meldete er seinem Oberbefehlshaber: „Ich stehe wo ich stand.“ Er selbst wurde durch einen Granatsplitter am Bein verletzt und ein Pferd wurde unter ihm weggeschossen. Bis zur Kapitulation der Festung Metz am 27. Oktober 1870 blieb er bei seiner Division in der Belagerung. Erst danach ging er wegen seiner Verletzung und auf Grund eines Rheumaleidens nach Wiesbaden zur Kur. Nach kurzer Erholung war er jedoch wieder bei seiner Division und führte diese noch in die Schlacht bei Beaune-la-Rolande, wo er mit Teilen seiner Division einen Entlastungsangriff für das stark bedrängte X. Armee-Korps ausführte und damit für die Entscheidung sorgte. Bei dieser Schlacht zeigte Stülpnagel ein hohes Maß an Eigeninitiative. Sein Befehl lautete, seine Stellung auf jeden Fall zu halten, um zurückgehende deutsche Truppen aufnehmen zu können. Entgegen dieser Anweisung ging er zum Angriff über und entschied somit die Schlacht. Nach der erfolgreichen Teilnahme an der Schlacht bei Le Mans und dem Ende der Kämpfe in Frankreich erhielt er als Auszeichnung unter anderem das Eichenlaub zum Pour le Mérite, den Stern der Komture des Königlichen Hausordens von Hohenzollern mit Schwertern und eine Dotation in Höhe von 100.000 Talern.
Nach dem Krieg ging er zuerst in seine alte Garnison zurück, bevor er am 18. Oktober 1871 zum Kommandierenden General des XIII. (Königlich Württembergisches) Armee-Korps in Stuttgart ernannt wurde, wo er am 2. September 1873 seine Beförderung zum General der Infanterie erhielt. Seine Aufgabe in Stuttgart war es, die württembergischen Einheiten nach preußischem Muster umzuorganisieren. Dieses Kommando hatte er aber nur bis zum 24. Dezember 1873 inne, als er zum Kommandeur von Berlin und Chef der Landesgendarmerie ernannt wurde. Am 10. Januar 1874 würdigte der württembergische König seine Leistungen mit der Verleihung des Großkreuzes des Militärverdienstordens.
Stülpnagel wurde am 16. Oktober 1875 mit Pension zur Disposition gestellt unter Ernennung zum Chef des 5. Brandenburgischen Infanterie-Regiments Nr. 48 und unter Verleihung des Großkreuzes des Roten Adlerordens mit Eichenlaub und Schwertern. Anlässlich seines 50-jährigen Dienstjubiläums erhielt er am 10. Januar 1880 das Großkomturkreuz des Königlichen Hausordens von Hohenzollern mit Schwertern am Ringe.
Er verstarb während eines Badeurlaubs auf Norderney und wurde vier Tage später am 15. August 1885 auf dem Alten Garnisonfriedhof in Berlin beigesetzt.

### Familie
Am 3. November 1841 heiratete Stülpnagel in Berlin Cäcilie Charlotte Konstanze von Lossau (1809–1886), eine Tochter des Generalleutnants Constantin von Lossau. Aus der Ehe gingen insgesamt sieben Kinder hervor:
- Ferdinand (1842–1912), preußischer General der Infanterie
- Konstantin (*/† 1844)
- Elisabeth Caecilie (1845–1846)
- Caecilie Elisabeth Ernestine (* 1846), Oberin im Diakonissenkrankenhaus in Danzig
- Agnes Marie Jeannet (* 1848) ⚭ 1869 Felix von Olberg (1836–1900), Oberstleutnant
- Maria Malvine Therese (1859–1860)
- Alfred Gustav (1851–1866)

### Ehrungen
Das 5. Brandenburgische Infanterie-Regiment Nr. 48 erhielt durch Kaiser Wilhelm II. am 27. Januar 1889 den Beinamen „von Stülpnagel“.
Die Stadt Frankfurt (Oder) machte ihn zu ihrem Ehrenbürger. In Küstrin sowie Berlin-Westend wurden Straßen nach ihm benannt.